# Kastanjebusksmyg
Kastanjebusksmyg (Aethomyias nigrorufus) är en fågel i familjen taggnäbbar inom ordningen tättingar.

## Utbredning och systematik
Kastanjebusksmygen behandlas antingen som monotypisk eller delas in i två underarter med följande utbredning:
- Aethomyias nigrorufus blissi – förekommer på Nya Guinea (Sudirmanbergen till Central Highlands)
- Aethomyias nigrorufus nigrorufus – förekommer på sydöstra Nya Guinea (Owen Stanley-bergen)

### Släktestillhörighet
Kastanjebusksmygen placerades tidigare i Crateroscelis men har förts samman med några arter tidigare i Sericornis till ett eget släkte efter genetiska studier.

## Status
IUCN kategoriserar arten som livskraftig.